# Putumayo
Putumayo (hiszp. Río Puyumayo, w Brazylii nazywana Içá) – rzeka w północno-zachodniej Ameryce Południowej, lewy dopływ Amazonki. Posiada źródła w północno-wschodniej Kolumbii (Kordyliera Środkowa) w jeziorze Laguna de La Cocha. Płynie, tworząc granicę między Kolumbią a Ekwadorem i Peru, potem przepływa przez Kolumbię i Brazylię (Nizina Amazonki). Putumayo jest żeglowna w dolnym biegu na długości 1350 km.